# Machaerota jiangxiensis
Machaerota jiangxiensis is een halfvleugelig insect uit de familie Machaerotidae. De wetenschappelijke naam van deze soort is voor het eerst geldig gepubliceerd in 1982 door Lu.